# Barrô e Aguada de Baixo
Barrô e Aguada de Baixo (llamada oficialmente União das Freguesias de Barrô e Aguada de Baixo) es una freguesia portuguesa del municipio de Águeda, distrito de Aveiro.

## Historia
Fue creada el 28 de enero de 2013 en aplicación de una resolución de la Asamblea de la República de Portugal promulgada el 16 de enero de 2013 con la unión de las freguesias de Aguada de Baixo y Barrô, estando situada su sede en la antigua freguesia de Barrô.

## Demografía
| Gráfica de evolución demográfica de Barrô e Aguada de Baixo entre 2011 y 2021 |
|                                                                               |
| Datos según el nomenclátor publicado por el INE portugués.                    |